# Gouvernement Rama III
Pour les articles homonymes, voir Gouvernement Rama.
République d'Albanie
Rama II 
Le gouvernement Rama III (en albanais : Qeveria Rama (3)) est le gouvernement de la république d'Albanie depuis le 17 septembre 2021, durant la Xe législature de l'Assemblée.
Il est dirigé par le socialiste Edi Rama, vainqueur à la majorité absolue des élections législatives. Il succède à son deuxième gouvernement, formé dans les mêmes conditions.

## Historique
Dirigé par le Premier ministre social-démocrate sortant Edi Rama, ce gouvernement est constitué et soutenu par le Parti socialiste d'Albanie (PSSh). Seul, il dispose de 74 députés sur 140, soit 52,9 % des sièges de l'Assemblée d'Albanie.
Il est formé à la suite des élections législatives du 25 avril 2021.
Il succède donc au gouvernement Rama II, également constitué et soutenu par le seul Parti socialiste.

### Formation
Au cours des élections parlementaires, le Parti socialiste conquiert de nouveau la majorité absolue des sièges, rassemblant plus de 48 % des voix et 74 sièges de députés sur 140, avec un taux de participation qui avoisine les 48 % des inscrits.
Edi Rama présente le 2 septembre suivant sa nouvelle équipe gouvernementale, qui compte quatre hommes pour douze femmes sur un total de seize membres, les quatre postes de ministre sans portefeuille étant confiés à des femmes et l'ancien ministre des Finances Arben Ahmetaj étant rappelé au poste de vice-Premier ministre,. Le gouvernement prendra formellement ses fonctions après avoir reçu l'investiture des députés, permettant au Premier ministre d'entamer son troisième mandat, un fait inédit dans l'histoire politique de l'Albanie post-communiste.
Le 10 septembre, le président de la République Ilir Meta nomme par décret Edi Rama au poste de Premier ministre, quelques heures après la séance constitutive de la Xe législature de l'Assemblée et conformément à la proposition reçue une semaine auparavant de la part du Parti socialiste. Les députés accordent leur confiance à la nouvelle équipe ministérielle par 77 voix pour et 53 contre le 17 septembre, les ministres étant assermentés devant le chef de l'État le lendemain.

### Évolution
Le Premier ministre annonce le 26 juillet 2022 qu'il exclut le vice-Premier ministre et ministre d'État à la Reconstruction et aux Réformes Arben Ahmetaj du gouvernement, officiellement en raison d'un changement de priorités politiques mais probablement en raison d'une affaire de corruption autour d'un incinérateur de déchets faisant l'objet d'une information judiciaire. La ministre des Infrastructures et de l'Énergie Belinda Balluku lui succède comme « numéro deux » du gouvernement et l'avocate Majlinda Dhuka, directrice de département au sein du bureau du Premier ministre, est promue négociatrice en chef pour l'adhésion à l'Union européenne avec le rang de ministre d'État.
Le 8 juillet 2023, Edi Rama indique sur son compte Twitter son intention de proposer au président de la République Bajram Begaj le renvoi du ministre de l'Intérieur Bledar Çuçi et son remplacement par le président du groupe parlementaire socialiste Taulant Balla, sans fournir d'explication. Le remplacement est formellement opéré deux jours plus tard, par décret présidentiel.
À l'occasion d'une réunion de l'assemblée du Parti socialiste le 4 septembre 2023, Edi Rama annonce son intention de procéder à un remaniement ministériel qui concerne sept ministres, ce qui en fait le plus important remaniement depuis l'arrivée au pouvoir du Premier ministre et alors que le gouvernement est sous le feu des projecteurs en raison d'une série d'enquêtes judiciaires et de scandales de corruption. Ainsi, le diplomate Igli Hasani remplace Olta Xhaçka comme ministre des Affaires étrangères, le directeur de l'Autorité de supervision financière Ervin Mete devient ministre des Finances en remplacement de Delina Ibrahimaj, nommée ministre d'État à la Protection des entrepreneurs à la place d'Edona Bilali, la ministre de la Santé Ogerta Manastirliu succède à Evis Kushi comme ministre de l'Éducation et cède son poste au directeur du département de l'Administration publique Albana Kociu, la députée et ex-ministre des Finances Anila Denaj devient ministre de l'Agriculture en remplacement de Frida Krifca, la ministre d'État aux Normes et aux Services Milva Ekonomi est évincée sans successeur et le vice-maire de Tirana Arbian Mazniku prend le poste nouvellement créé de ministre d'État aux Collectivités territoriales. Le remaniement prend effet le 11 septembre suivant.
Par une communication sur les réseaux sociaux le 11 janvier 2024, Edi Rama indique avoir créé le poste de ministre d'État à l'Administration publique et à la Lutte contre la corruption. Il le confie à la vice-ministre de la Justice et négociatrice en chef adjointe pour l'adhésion à l'Union européenne, Adea Pirdeni.
De manière totalement inattendue, le Premier ministre procède à un nouveau remaniement important le 29 juillet 2024, à l'occasion du congrès national du Parti socialiste. À un an des prochaines élections législatives, il renouvelle trois ministères de premier plan et les confie à des personnalités peu connues du grand public. Le directeur du port maritime de Durrës Pirro Vengu est nommé ministre de la Défense à la place de Niko Peleshi, le directeur général de l'Inspection nationale pour la Protection du territoire Ervin Hoxha succède au ministre de l'Intérieur Taulant Balla, nommé un an plus tôt et désigné ministre d'État aux Relations avec l'Assemblée en remplacement d'Elisa Spiropali, déstinée à prendre la présidence du Parlement, et le directeur général de l'Agence nationale des ressources naturelles Petrit Malaj devient ministre des Finances, succédant à Ervin Mete, nommé lors du remaniement précédent.

## Composition

### Initiale (17 septembre 2021)
- Par rapport au gouvernement Rama II, les nouveaux ministres sont indiqués en gras et les ministres qui ont changé d'attributions sont indiqués en italique.

| Portefeuille                                                                 | Titulaire | Titulaire                                           | Parti |
| ---------------------------------------------------------------------------- | --------- | --------------------------------------------------- | ----- |
| Premier ministre                                                             |           | Edi Rama                                            | PSSh  |
| Vice-Premier ministre                                                        |           | Arben Ahmetaj (jusqu'au 28/07/2022) Belinda Balluku | PSSh  |
| Ministre des Affaires étrangères et européennes                              |           | Olta Xhaçka                                         | PSSh  |
| Ministre de la Défense                                                       |           | Niko Peleshi                                        | PSSh  |
| Ministre de l'Intérieur                                                      |           | Bledi Çuçi (jusqu'au 10/07/2023) Taulant Balla      | PSSh  |
| Ministre des Finances et de l'Économie                                       |           | Delina Ibrahimaj                                    | Sans  |
| Ministre des Infrastructures et de l'Énergie                                 |           | Belinda Balluku                                     | PSSh  |
| Ministre de l'Éducation, des Sports et de la Jeunesse                        |           | Evis Kushi                                          | PSSh  |
| Ministre de la Justice                                                       |           | Ulsi Manja                                          | PSSh  |
| Ministre de la Culture                                                       |           | Elva Margariti                                      | Sans  |
| Ministre de l'Agriculture et du Développement rural                          |           | Frida Krifca                                        | Sans  |
| Ministre de la Santé et de la Protection sociale                             |           | Ogerta Manastirliu                                  | PSSh  |
| Ministre du Tourisme et de l'Environnement                                   |           | Mirela Kumbaro                                      | PSSh  |
| Ministre d'État aux Relations avec l'Assemblée                               |           | Elisa Spiropali                                     | PSSh  |
| Ministre d'État à la Protection des entrepreneurs                            |           | Edona Bilali                                        | PSSh  |
| Ministre d'État aux Normes et aux Services                                   |           | Milva Ekonomi                                       | PSSh  |
| Ministre d'État à la Jeunesse et aux Sports                                  |           | Bora Muzhaqi                                        | PSSh  |
| Ministre d'État à la Reconstruction et aux Réformes (supprimé le 28/07/2022) |           | Arben Ahmetaj                                       | PSSh  |
| Ministre d'État, négociatrice en chef (créé le 28/07/2022)                   |           | Majlinda Dhuka                                      | Sans  |

### Remaniement du 11 septembre 2023
- Par rapport à la composition précédente, les nouveaux ministres sont indiqués en gras et les ministres qui ont changé d'attributions sont indiqués en italique.

| Portefeuille                                                                                        | Titulaire | Titulaire          | Parti |
| --------------------------------------------------------------------------------------------------- | --------- | ------------------ | ----- |
| Premier ministre                                                                                    |           | Edi Rama           | PSSh  |
| Vice-Première ministre Ministre des Infrastructures et de l'Énergie                                 |           | Belinda Balluku    | PSSh  |
| Ministre des Affaires étrangères et européennes                                                     |           | Igli Hasani        | Sans  |
| Ministre de la Défense                                                                              |           | Niko Peleshi       | PSSh  |
| Ministre de l'Intérieur                                                                             |           | Taulant Balla      | PSSh  |
| Ministre des Finances et de l'Économie                                                              |           | Ervin Mete         | Sans  |
| Ministre de l'Éducation, des Sports et de la Jeunesse                                               |           | Ogerta Manastirliu | PSSh  |
| Ministre de la Justice                                                                              |           | Ulsi Manja         | PSSh  |
| Ministre de la Culture                                                                              |           | Elva Margariti     | Sans  |
| Ministre de l'Agriculture et du Développement rural                                                 |           | Anila Denaj        | PSSh  |
| Ministre de la Santé et de la Protection sociale                                                    |           | Albana Kociu       | Sans  |
| Ministre du Tourisme et de l'Environnement                                                          |           | Mirela Kumbaro     | PSSh  |
| Ministre d'État aux Relations avec l'Assemblée                                                      |           | Elisa Spiropali    | PSSh  |
| Ministre d'État à la Protection des entrepreneurs                                                   |           | Delina Ibrahimaj   | Sans  |
| Ministre d'État à la Jeunesse et aux Sports                                                         |           | Bora Muzhaqi       | PSSh  |
| Ministre d'État, négociatrice en chef                                                               |           | Majlinda Dhuka     | Sans  |
| Ministre d'État aux Collectivités territoriales                                                     |           | Arbian Mazniku     | PSSh  |
| Ministre d'État à l'Administration publique et à la Lutte contre la corruption (créé le 11/01/2024) |           | Adea Pirdeni       | Sans  |

### Remaniement du 30 juillet 2024
- Par rapport à la composition précédente, les nouveaux ministres sont indiqués en gras et les ministres qui ont changé d'attributions sont indiqués en italique.

| Portefeuille                                                                   | Titulaire | Titulaire          | Parti |
| ------------------------------------------------------------------------------ | --------- | ------------------ | ----- |
| Premier ministre                                                               |           | Edi Rama           | PSSh  |
| Vice-Première ministre Ministre des Infrastructures et de l'Énergie            |           | Belinda Balluku    | PSSh  |
| Ministre des Affaires étrangères et européennes                                |           | Igli Hasani        | Sans  |
| Ministre de la Défense                                                         |           | Pirro Vengu        | Sans  |
| Ministre de l'Intérieur                                                        |           | Ervin Hoxha        | Sans  |
| Ministre des Finances et de l'Économie                                         |           | Petrit Malaj       | Sans  |
| Ministre de l'Éducation, des Sports et de la Jeunesse                          |           | Ogerta Manastirliu | PSSh  |
| Ministre de la Justice                                                         |           | Ulsi Manja         | PSSh  |
| Ministre de la Culture                                                         |           | Elva Margariti     | Sans  |
| Ministre de l'Agriculture et du Développement rural                            |           | Anila Denaj        | PSSh  |
| Ministre de la Santé et de la Protection sociale                               |           | Albana Kociu       | Sans  |
| Ministre du Tourisme et de l'Environnement                                     |           | Mirela Kumbaro     | PSSh  |
| Ministre d'État aux Relations avec l'Assemblée                                 |           | Taulant Balla      | PSSh  |
| Ministre d'État à la Protection des entrepreneurs                              |           | Delina Ibrahimaj   | Sans  |
| Ministre d'État à la Jeunesse et aux Sports                                    |           | Bora Muzhaqi       | PSSh  |
| Ministre d'État, négociatrice en chef                                          |           | Majlinda Dhuka     | Sans  |
| Ministre d'État aux Collectivités territoriales                                |           | Arbian Mazniku     | PSSh  |
| Ministre d'État à l'Administration publique et à la Lutte contre la corruption |           | Adea Pirdeni       | Sans  |